# Парван
Парван е провинция в източен Афганистан с площ 5974 км² и население 560 800 души (2006). Административен център е град Чарикар.

## Административно деление
Провинцията се поделя на 11 общини.